# Nicolás Fernández de Córdoba y de la Cerda
Nicolás María Fernández de Córdoba-Figueroa y de la Cerda (Madrid, 24 de juny de 1682 - 19 de març de 1739) va ser un noble castellà, X duc de Medinaceli, IX duc de Feria i IX marquès de Priego, Gran d'Espanya de primera classe.

## Biografia
Fill de Luis Mauricio Fernández de Córdoba y Figueroa i de Feliche María de la Cerda y Aragón, va esdevenir l'hereu dels estats i senyories de la casa de Priego el 1700, mort el seu germà Manuel sense descendència. A més, va convertir-se en l'hereu de la casa de Medinaceli i, en conseqüència, en el X duc de Medinaceli per via femenina procedent de la seva mare Feliche, primogènita dels ducs de Medinaceli, a la mort sense descendència del seu oncle Luis Francisco de la Cerda el 1711. Això va suposar l'agregació al patrimoni familiar dels Fernández de Córdoba de la casa de Priego d'extensos territoris i senyories a les actuals províncies de Còrdova i Badajoz. Des d'ençà aleshores, Nicolás i els seus successor van donar més importància al títol de Medinaceli, esdevenint el principal, i van postergar el títol de Feria, que era el que de fet era el principal que els corresponia per línia masculina.
El 1705 era fet cavaller de l'Orde de Sant Jaume, l'any anterior era alcalde de la Germandat de Nobles a Madrid. El 1724 va rebre el toisó d'or i més tard va esdevenir majordom major de la reina Isabel Farnese. El 20 de març de 1738 li va ser expedit el títol d'escrivà major dels hijosdalgo de la Cancelleria de Valladolid. Va ostentar altres càrrecs com el d'avançat major i notari major d'Andalusia. Mort el 1739, va ser enterrat al monestir de Santa María la Real de Huerta, a Sòria.

## Família
Es va casar el 30 de setembre de 1703 a Madrid amb la seva cosina germana Jerónima Spínola y de la Cerda, filla de Carlos Felipe Spínola, duc de Sesto. El matrimoni va tenir els següents fills:
- Luis Antonio (1704-1768)
- María Feliche (1705-1748)
- Teresa Francisca (1713-1757)
- Felipe Antonio (1708-1717)
- Joaquín (1715-1717)
- Nicolasa (1719-?)
- Juan de Mata (1723-1777)
- Buenaventura (1724-1777)

## Títols
Va ostentar els següents títols nobiliaris:
De 1700 a 1704
- VII Marquès de Montalbán
- VII Marquès de Villalba

De 1700 a 1739
- IX Duc de Feria
- IX Marquès de Priego

De 1711 a 1729
- X Comte d'El Puerto de Santa María

De 1711 a 1739
- VI Marquès d'Alcalá de la Alameda
- VIII Duc d'Alcalá de los Gazules
- Comte d'Ampudia
- XLIV Comte d'Empúries
- XVIII Senyor d'Arcos de Jalón
- XVI Comte de Buendía
- XII Duc de Cardona
- IX Marquès de Comares
- XI Marquès de Dénia
- XV Senyor d'Enciso
- XXVIII Senyor de la Baronia d'Entença
- XI Comte de Los Molares
- XIV Senyor de Luzón
- X Duc de Medinaceli
- XII Marquès de Pallars
- XVIII Comte de Prades
- IX Comte de Santa Gadea
- XI Duc de Sogorb
- XIV Senyor de Somaén
- XI Marquès de Tarifa
- XXXIV Vescomte de Vilamur
- VII Marquès de Villafranca